# Bogota (Tennessee)
Bogota es una pequeña comunidad agrícola situada en el condado de Dyer, en Tennessee. Se encuentra localizada a diez millas (esto es, a 16 kilómetros) al noroeste de Dyersburg. Anteriormente, Bogota tenía su propia escuela de primaria, pero hoy está cerrada.
Según el censo de 2020, su población es de 89 personas. La oficina de correos está a poca distancia de la mayoría de sus 89 habitantes, siendo su código postal el 38007.
La comunidad está cerca del río Obion, varias millas tierra adentro desde el río Misisipi. Con 2293 hectáreas, Bogota Wildlife Management Area es una de varias zonas de caza de aves acuáticas que la Agencia de Recursos de Vida Silvestre de Tennessee mantiene en la llanura aluvial del río Obion. Las inundaciones alcanzaron a Bogota en mayo de 2011, cuando el río Misisipi se desbordó.
Bogota fue mencionada en el programa de la NBC Third Watch, en la temporada 6, en el episodio 15, "Revelaciones", que originalmente salió al aire el 11 de febrero de 2005. Un soldado de guerra estadounidense de la época de la guerra de Vietnam dijo en su lecho de muerte que sólo habría querido cultivar trigo en la granja familiar en Bogota.